# Bisdom Shendam
Het bisdom Shendam (Latijn: Dioecesis Shendamensis) is een rooms-katholiek bisdom met als zetel de stad Shendam in Nigeria. Het bisdom is suffragaan aan het aartsbisdom Jos.

## Geschiedenis
In 1907 werd in Shendam een katholieke missiepost van paters van de Sociëteit voor Afrikaanse Missiën geopend. In 1911 werd Shendam de zetel van een apostolische prefectuur. In 1922 werd de zetel van de apostolische prefectuur Noord-Nigeria verplaatst naar Kano. Na de Tweede Wereldoorlog kwam er ook een missiepost van de augustijnen op het grondgebied van het huidige bisdom. Het bisdom Shendam werd opgericht op 2 juni 2007, uit het aartsbisdom Jos. 
Op 18 maart 2014 verloor het gebied bij de oprichting van het bisdom Pankshin.

## Parochies
In 2020 telde het bisdom 31 parochies. Het bisdom had in 2020 een oppervlakte van 11.644 km2 en telde 1.579.734 inwoners waarvan 13,3% rooms-katholiek was.

## Bisschoppen
- James Naanman Daman (2 juni 2007 - 12 januari 2015)
- Philip Davou Dung (5 november 2016 - )

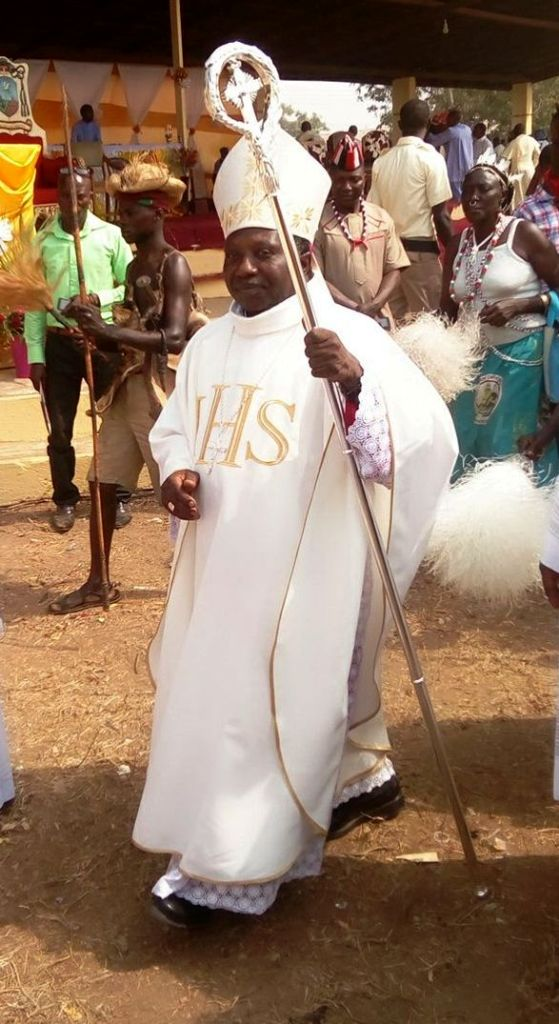
Philip Davou Dung

Jos (aartsbisdom) · Bauchi · Jalingo · Maiduguri · Pankshin · Shendam · Wukari · Yola